# 胱氨酸
胱氨酸（Cystine），学名“二(β-硫-α-氨基丙酸)”，是两分子半胱氨酸经氧化得到的氨基酸，是一种含硫氨基酸，属于二硫化物类。

## 性质
无色或白色六角形板状晶体或结晶粉末，无味。等电点4.6。L-型 {\displaystyle {\rm {\ [\alpha ]_{D}^{25}-\!232^{o}}}}（c = 1～2％，于5摩尔/升盐酸中）。难溶于水，不溶于乙醇、乙醚、苯、氯仿，易溶于稀酸、碱中。
有三种异构体：左旋体（L-(−)-胱氨酸）、右旋体（D-(+)-胱氨酸）、内消旋体。
容易被乙硫醇、二硫苏糖醇等还原剂还原，还原后二硫键拆开成两个半胱氨酸。加热也会使二硫键断裂。

## 历史
1810年首先由威廉·海德·沃拉斯頓从膀胱结石中发现。1832年，贝采利乌斯将其命名为胱氨酸。广泛存在于头发、骨、角蛋白中。人髮中的含量约为5％（以质量计）。

## 制取
通常从人髮水解液中提取、精制而得。也可由半胱氨酸在碱性水溶液中氧化而得。

## 用途
胱氨酸是蛋白质的基本组分。蛋白质中两个半胱氨酸残基之间形成的二硫键对维持蛋白质的结构具有重要作用。也用于医药、食品、化妆品等行业。